# Egon Werner
Egon Werner (* 14. April 1921; † 2. Dezember 1991) war ein deutscher Kinderarzt und Hochschullehrer.

## Leben
Nach dem Schulbesuch studierte er Medizin und promovierte zum Dr. med. Er wurde Assistent und später Oberarzt an der Kinderklinik der Freien Universität Berlin im Kaiser- und Kaiserin-Friedrich-Kinderkrankenhaus in Berlin-Wedding. 1957 habilitierte er sich, erhielt die Venia Legendi und wurde Privatdozent an der Medizinischen Fakultät der Freien Universität Berlin. 1963 erfolgte dort seine Ernennung zum außerplanmäßigen Professor für Kinderheilkunde. Sein Spezialgebiet war Pädiatrie.
1987 war er Gründungsmitglied und bis zu einem Tod 1991 Vorsitzender des Vereins „Freundeskreis der Musikschule Steglitz“.

## Schriften (Auswahl)
- (mit Hasso Schäfer): Die doppelte Traubenzuckerbelastung nach Staub und Traugott im Kindesalter. In: Zeitschrift für Kinderheilkunde 67 (1950), S. 469–480.
- Die Sturge – Webersche Krankheit und ihre Beziehung zu den Phakomatose. In: Archiv für Kinderheilkunde, 1952, S. 259 ff.
- (mit Hasso Schäfer): Vergleichende röntgenologische Dünndarmuntersuchungen bei gesunden Säuglingen mit verschiedenen Nahrungen. Zeitschrift für Kinderheilkunde 74 (1954), S. 439–453.
- (mit H. Heider): Katalaseaktivitätsbestimmung im Blut. In: Zeitschrift für Klinische Chemie 1 (1963), Heft 4, S. 115–117.
- (mit H. Heider): Die Blutkatalaseaktivität des Kindes und ihre Beeinflussung durch Erkrankungen. In: Zeitschrift für Klinische Chemie 1 (1963), Heft 5, S. 151 ff.
- (mit E. Möhlmann): Die freien Fettsäuren im Serum bei Kindern unter dem Einfluß körperlicher Belastung. In: Zeitschrift für Kinderheilkunde 89 (1964), S. 160–169.
- (mit L. Thierfelder): Energiequotient und Körpergewicht von Frühgeborenen bei natürlicher und künstlicher Ernährung. In: H. Willi: Ernährung der Frühgeborenen. Symposion in Bad Schachen bei Lindau/Bodensee 2./3. Mai 1964. Basel, New York 1975, S. 73 ff.
- Vom Kaiser- und Kaiserin-Friedrich-Kinderkrankenhaus zur Kinderklinik Universitätsklinikum Rudolf Virchow. In: Der Kinderarzt 21. (1990), Nr. 9, S. 1315–1322.